# Pryłuki (obwód miński)
Pryłuki (biał. Прылукі; ros. Прилуки; hist. Przyłuki) – agromiasteczko na Białorusi, w rejonie mińskim obwodu mińskiego, około 14 km na południowy zachód od Mińska, na lewym brzegu Ptyczy.

## Nazwa
W okresie istnienia wsi jej nazwa była wielokrotnie modyfikowana: Przyłuki, Pryłuki, Priluki, Priłuki, Priługi, Pryluki. Wszystkie te nazwy pochodzą od białoruskiego słowa określającego rozległe łąki przyrzeczne. Z nazwą wiąże się również lokalna legenda o pojedynku na łuki między bojarem Jarosławem i jednym z jego towarzyszy o dziewczynę, Liublianę. W pojedynku tym zginęli obaj uczestnicy. Miejsce, gdzie zginęli, nazwano Pryłuki. Legendę tę opisał polsko-białoruski pisarz i poeta Kazimierz Kostrowicki w utworze Pryłuki napisanym w 1893 roku.

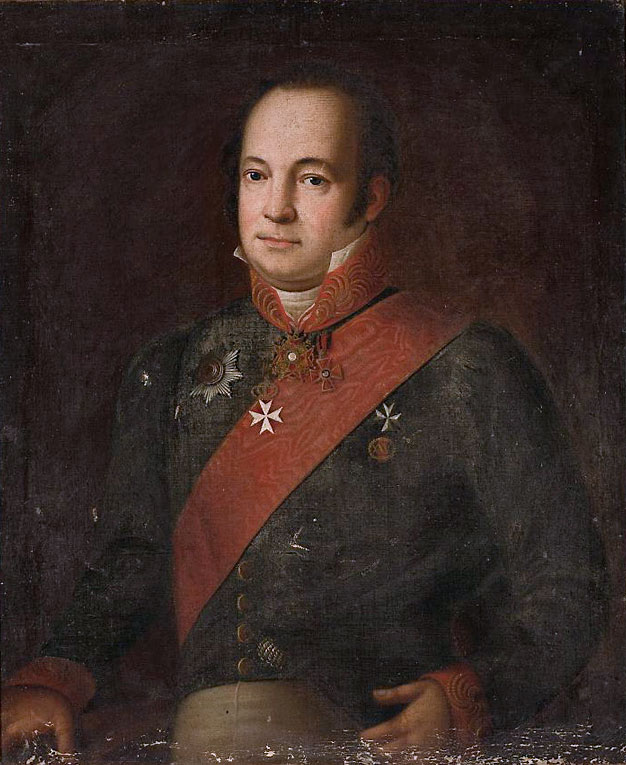
Portret Leona Osztorpa z 1830 roku, ze zbiorów Muzeum Narodowego w Warszawie

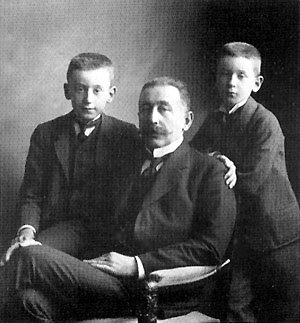
Jerzy Hutten-Czapski, ostatni właściciel Przyłuk, z synami, przed 1917 rokiem

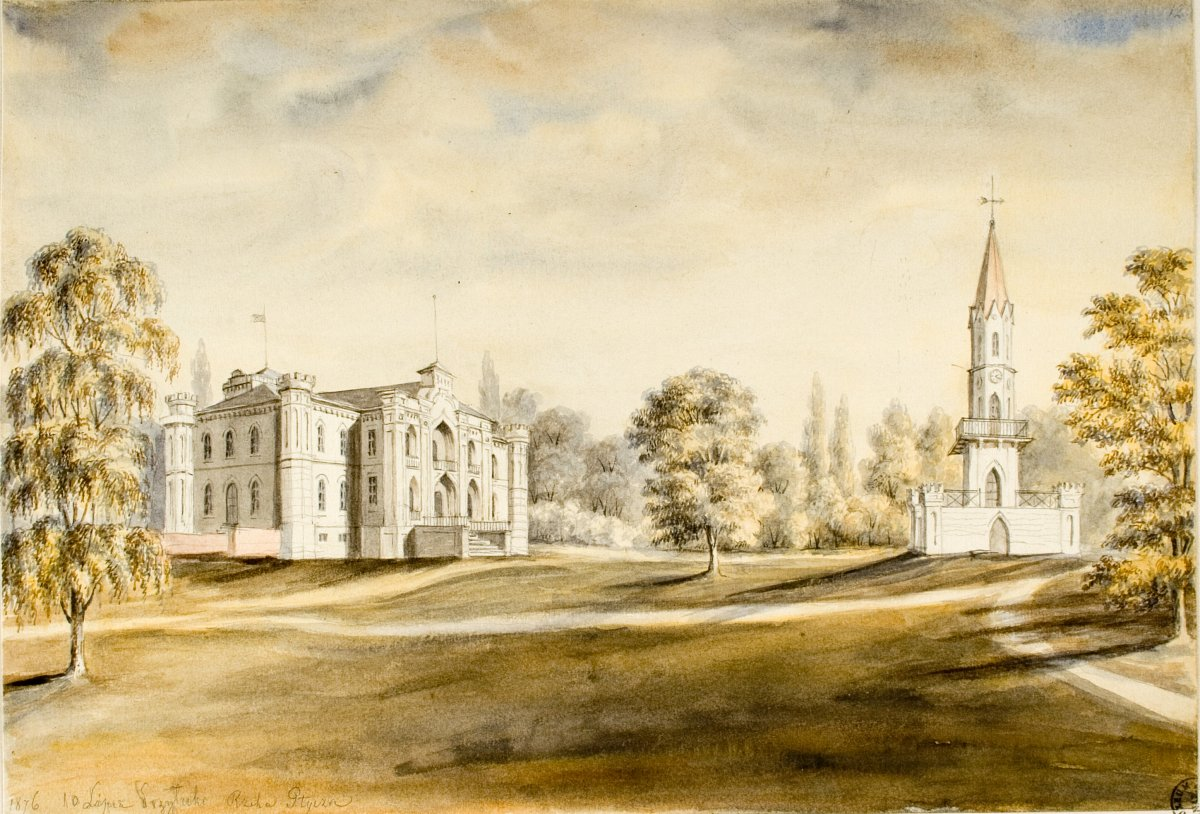
Pałac i wieża, akwarela Napoleona Ordy, między 1872 a 1883 rokiem

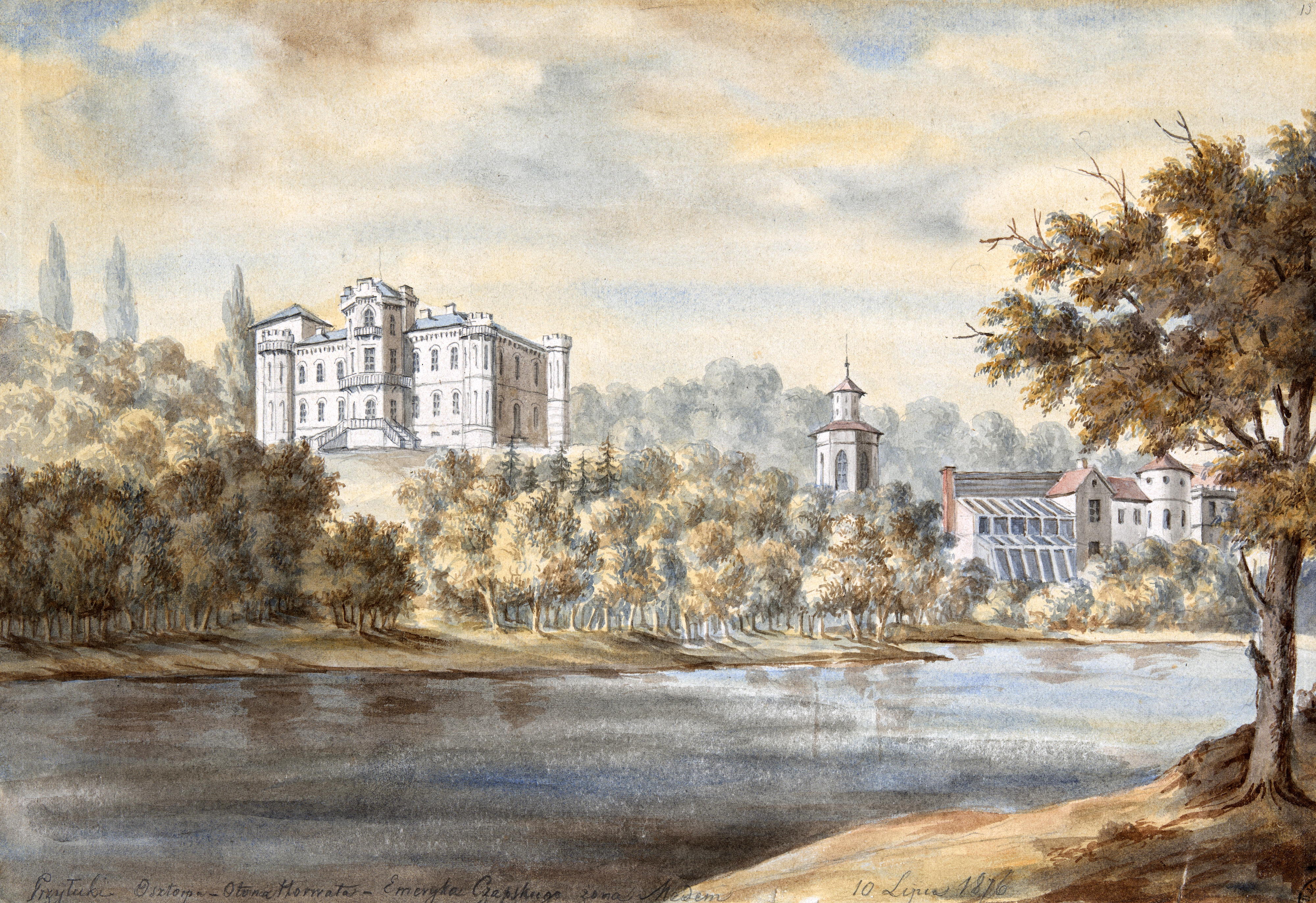
Widok pałacu od strony stawów i ogrodu, akwarela Napoleona Ordy, między 1872 a 1883 rokiem

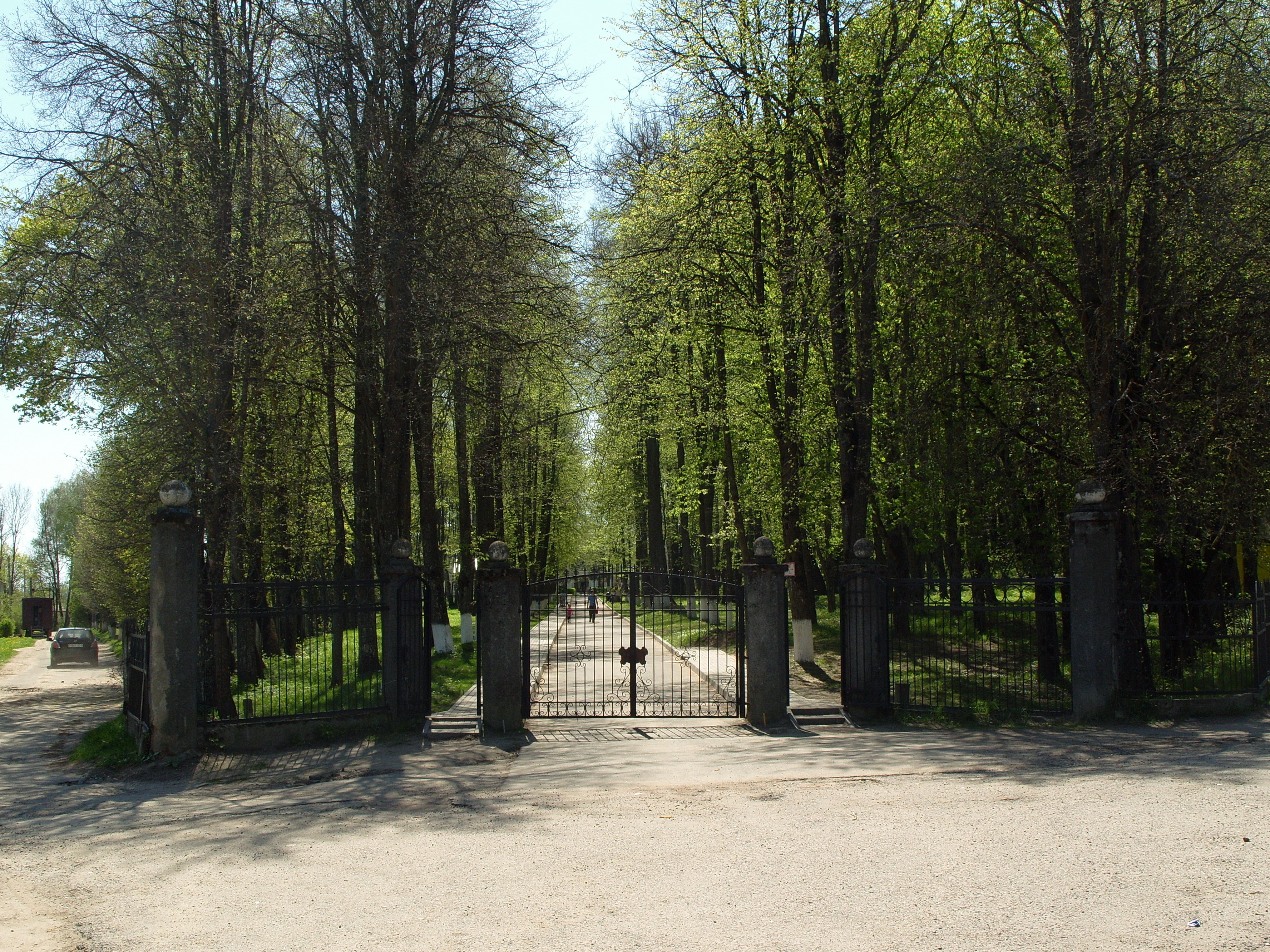
Brama wjazdowa do zespołu pałacowego od strony ul. Adama Mickiewicza, 2013

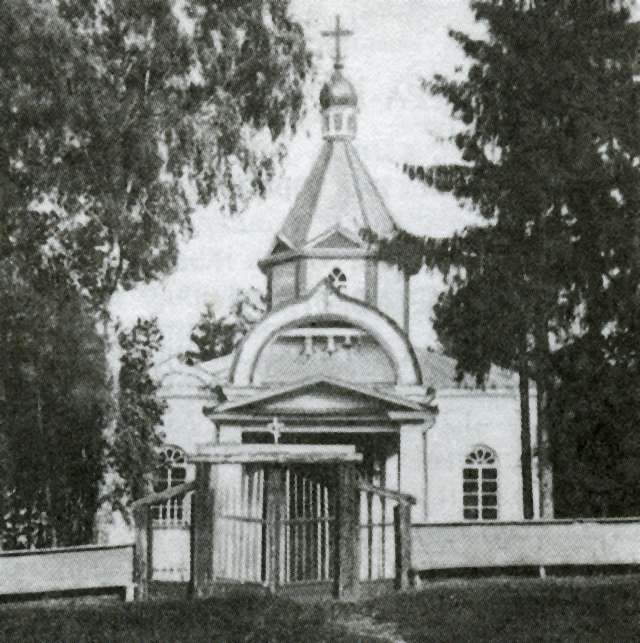
Cerkiew w Przyłukach przed 1917 rokiem

## Historia
Pierwsze wzmianki o wsi pochodzą z 1567 roku. Przyłuki były wtedy własnością Esmanów i Górskich. Był to pierwszy przystanek pocztowy na drodze z Mińska do Nowogródka. Wkrótce majątek przeszedł na własność rodziny Stetkiewiczów. Już w 1582 roku należał do Bohdana Stetkiewicza, stolnika i dworzanina królewskiego, marszałka hospodarskiego. W tym roku istniał już dwór we wsi. W 1600 roku wieś należała do wdowy po Bohdanie i do jego syna Wilhelma. W 1635 roku Anna Stetkiewicz, żona Wilhelma, z domu Ogińska ufundowała we wsi prawosławny męski klasztor. Był to murowany, dwukondygnacyjny budynek. W 1667 roku we wsi było 19 domów. W 1740 roku klasztor zawalił się w nieznanych okolicznościach. Mnisi opuścili majątek. Nowi właściciele, Iwanowscy, na miejscu klasztoru wybudowali zamek. W XVIII wieku mieszkali tu również książęta Ogińscy, bywał tu Michał Kleofas Ogiński, którego (prawdopodobnie) stryj był właścicielem majątku. Zamek był znany z tego, że nawiedzały go duchy, co zostało opisane w balladzie Zaczarowany zamek Antoniego Edwarda Odyńca.
W 1791 roku Przyłuki były centrum majątku składającego się z 8 wsi w parafii Koraliszczewicze, 3 dworów, 3 folwarków, 83 domów i 5 karczm. Były wtedy własnością Maksymiliana Iwanowskiego. W wyniku II rozbioru Polski Przyłuki znalazły się w 1793 roku w Imperium Rosyjskim. W 1800 roku w majątku, należącym wtedy do T. Iwanowskiej, na lewym brzegu Ptyczy, poza zamkiem, były: kościół unicki, młyn i warsztat foluszniczy. Wieś znajdowała się na prawym brzegu rzeki, mieszkało w niej 129 mieszkańców.
W 1815 roku Ludwika Iwanowska, wychodząc prawdopodobnie za Leona Osztorpa z pobliskiej Dukory, marszałka szlachty guberni mińskiej w latach 1823–1847, wniosła Przyłuki w wianie do rodziny Osztorpów. Po jego śmierci w 1851 roku majątek odziedziczyła ich córka, Ludwika, żona Ottona Horwatta, marszałka szlachty guberni mińskiej w latach 1847–1853. Otto Horwatt przebudował zamek w 1851 roku na pałac w stylu neogotyckim z wieżą zegarową. Powstał wtedy również duży park wokół pałacu. W 1868 roku pałac spłonął. W 1872 roku Ludwika Horwatt sprzedała majątek Emerykowi Hutten-Czapskiemu, który odbudował pałac, już bez wież. Ostatnim właścicielem majątku był jego syn Jerzy Hutten-Czapski (1861–1930).
W 1865 roku wybudowano we wsi prawosławną cerkiew pw. Narodzenia Najświętszej Marii Panny (po prawej stronie Ptyczy). W 1897 roku w Przyłukach było 50 mieszkańców, 2 kuźnie, szkoła, sklep spożywczy i karczma. W posiadłości Czapskich mieszkało 207 mieszkańców. W 1917 roku we wsi mieszkało już tylko 23 mieszkańców, a w posiadłości – 337 osób.
W latach 1919–1920 wieś znalazła się pod polskim zwierzchnictwem, wszedłszy w skład gminy Samochwałowicze. W 1919 roku Przyłuki odwiedził Józef Piłsudski, któremu podarowano akwarele Juliusza Kossaka na pamiątkę tego pobytu. Ostatecznie, po ustaleniu przebiegu granicy polsko-radzieckiej wieś znalazła się na terytorium ZSRR, od 1991 roku – na terenie Białorusi.

## Pałac
Odbudowany w 1872 roku pałac miał siedmioosiową frontową elewację z czterema ośmiokątnymi wieżyczkami, na każdym rogu budynku. Centralną część frontu stanowił wydatny trzyosiowy ryzalit, którego dolną część stanowił otwarty przedsionek. Od strony ogrodu centralny ryzalit był trzykondygnacyjny i miał formę wieży. Pod koniec XIX wieku do pałacu dobudowano z prawej strony trzypiętrową wieżę o kwadratowym rzucie, natomiast z lewej strony – parterowe skrzydło.
Wnętrza były zdobione sztukateriami na sufitach, posadzki były ułożone w deseń, inny w każdym pokoju. Wnętrza były ogrzewane białymi piecami o ozdobnych kaflach. W salonie i gabinecie były kominki. Wyposażenie i zbiory w pałacu pochodziły głównie z nabytków Jerzego Czapskiego, było też trochę dzieł odziedziczonych po przodkach m.in. Portret króla Stanisława Augusta z listem w ręku pędzla Jana Chrzciciela Lampiego (młodszego), wielki Podjazd Tatarów z łupieskiej wyprawy Józefa Brandta, Krwawy ślad Henryka Weyssenhoffa, rysunki Piotra Stachiewicza, Jana Matejki, akwarele Juliusza Kossaka, Leona Wyczółkowskiego i inne. W pałacu znajdował się księgozbiór liczący kilka tysięcy tomów.
W pobliżu pałacu znajdowały się: zabytkowy spichrz i trzykondygnacyjna kaplica. Wokół pałacu rozciągał się niewielki, ale znacznie starszy od niego park o charakterze krajobrazowym. Naprzeciw pałacu stała trzydziestometrowa wieża (widoczna na akwareli Napoleona Ordy) z zegarem na najwyższej kondygnacji. W podziemiach tej wieży znajdowała się lodownia. Po przeciwnej stronie pałacu, nad stawami, znajdowały się oranżerie, w pobliżu których stała druga wysoka wieża.
W latach 1921–1941 w posiadłości Czapskich urządzono sanatorium Komitetu Centralnego Komunistycznej Partii Białorusi, im. Róży Luksemburg. W 1926 roku nakręcono w byłym majątku pierwszy narodowy film białoruski pt. Leśna historia. W 1941 pałac został zajęty przez niemieckich lotników: urządzono tu letnią rezydencję gauleitera Okręgu Generalnego „Białoruś” Wilhelma Kubego. Budynki zostały częściowo wysadzone w powietrze w 1944 roku przez wycofujących się Niemców, odbudowano je po wojnie. Obecnie w pałacu mieści się Białoruski Naukowo-Badawczy Instytut Ochrony Roślin.
Również cerkiew istnieje do dziś. Cały kompleks pałacowo-cerkiewny jest zabytkiem historyczno-kulturalnym Białorusi o numerze inwentarzowym 612Г000370.
Majątek w Przyłukach został opisany w 1. tomie Dziejów rezydencji na dawnych kresach Rzeczypospolitej Romana Aftanazego.